# تخت رستم (نیمروز)
تخت رستم نیمروز سازه ویرانه باستانی در سیستان بزرگ و در نیمروز(سیستان افغانستان) است. و در آن جا قلعه مشهور به قلعه رستم قرارداشته است، که از آن دروازه قلعه رستم و دیوارهایش کاملاً تخریب نشده است
این تخت در مرز کشور افغانستان امروزی و کشور ایران امروزی قرار دارد. این تخت آتشکده زرتشتیان بوده.